# Aimé Van Hecke
Aimé Van Hecke (Hamme, 13 december 1959) is een Vlaams ondernemer en bestuurder. Hij was van 2003 tot 2006 algemeen directeur televisie bij de VRT. Daarna was hij CEO en voorzitter van het directiecomité van Sanoma Magazines Belgium van 1 januari 2007 tot 16 december 2013.

## Biografie[1]
Van Hecke studeerde handels- en financiële wetenschappen aan de Vlaamse Economische Hogeschool (Vlekho) in Brussel (1981) en haalde een Speciale Licentie Marketing aan de Universiteit Gent, nu Vlerick Business School (1982). Tussen 1984 en 1988 begon hij zijn carrière in kwalitatief en kwantitatief consumentenonderzoek, eerst als projectleider, later als onderzoeksdirecteur, bij de bedrijven Imadi en Research International (Imadi was de voorloper van het latere Censydiam). Daarna was hij van 1988 tot 1990 bladmanager en vervolgens uitgever van de kranten Het Nieuwsblad en De Gentenaar (VUM Media).
Van 1991 tot 2003 was hij strategisch adviseur bij MVP Consultants. Dat bedrijfje verstrekte advies in de sponsoring- en eventmarketing, media en amusement. Tot 1999 heette het Sponsoring & Event Marketing, en was het een onderdeel van de reclamegroep BBDO Belgium. Van 1998 tot 2003 adviseerde MVP onder meer Sanoma Magazines Belgium voor de commerciële projecten afgeleid van de magazinetitels.
In de periode 1991-2003 was Van Hecke tevens algemeen directeur van het Marketing Innovation Center, een bedrijfje waarmee hij strategisch marketingadvies verleende aan grote klanten. In die hoedanigheid adviseerde hij van 1996 tot 2003 de algemeen directeur televisie van de VRT over het programmabeleid voor TV1, Canvas en Ketnet.
Op 1 mei 2003 volgde hij Christina von Wackerbarth op  als algemeen directeur televisie van de VRT. In die hoedanigheid maakte hij afspraken met privé-productiehuizen die producties overnamen van het eigen VRT-personeel. De ruimte voor geschiedenisdocumentaires op Canvas bijvoorbeeld (vroeger ingenomen door het programma Histories), werd uitbesteed aan Woestijnvis.
Op 18 oktober 2006 kondigde Van Hecke zijn ontslag bij VRT aan. Hij werd er tijdelijk opgevolgd door Piet Van Roe en daarna door Wim Vanseveren. Vanaf 1 januari 2007 ging Van Hecke in dienst bij Sanoma Magazines Belgium, uitgever van onder meer de weekbladen Humo en Flair.
Vanuit Sanoma zet Van Hecke zijn samenwerking met Woestijnvis, waarvoor hij de basis heeft gelegd bij de VRT, gewoon voort.
Op 16 december 2013 kondigde Van Hecke zijn ontslag bij Sanoma aan.
Aimé Van Hecke woont in Lier en is de echtgenoot van Bettina Geysen.